# Medal za Ratowanie Tonących (Dania)
Medal za Ratowanie Tonących (duń. Medaljen for Druknedes Redning, skr. M.f.D.R., w polskiej literaturze błędnie przetłumaczony jako „Medal za Ratowanie Ginących”) – duńskie cywilne odznaczenie ustanowione 19 sierpnia 1812 przez króla Fryderyka VI Oldenburga.
Medal ten przyznawany jest przez duńskiego władcę za ratowanie ludzkiego życia z poważnym narażeniem życia zarówno ratującego jak i tonącego. Gdy odznaczany posiada już ten medal, a nagroda należy mu się po raz kolejny, może wówczas otrzymać Medal za Czyn Szlachetny, co dotąd zdarzyło się już cztery razy.
W duńskiej kolejności starszeństwa odznaczeń znajduje się obecnie (na listopad 2021) za Medalem za Czyn Szlachetny, a przed Medalem Obrony za Waleczność.
Administracją medalu zajmuje się Ministerstwo Sprawiedliwości.
Medal jest stosunkowo duży w porównaniu do innych duńskich medali, ma średnicę 47 mm, waży 68 gramów i wykonywany jest ze srebra (do 1881 również ze złota). Na awersie znajduje się prawy profil głowy aktualnie panującego monarchy, otoczony napisem „MARGARETHE DEN ANDEN DANMARKS DRONNING” (pol. MAŁGORZATA DRUGA DUŃSKA KRÓLOWA). Na rewersie umieszczany jest wieniec z kwiatów i liści, a w jego wnętrzu napis „AF FARENS SVÆLG FREMBLOMSTRER PRIIS OG LÖN” (Z OTCHŁANI NIEBEZPIECZEŃSTWA ZAKWITA NAGRODA I ZAPŁATA). Medal mocowany jest do wiązanej w pięciokąt czerwonej wstążki o szerokości 31 mm z dużym białym krzyżem na środku.
Projektantem aktualnego awersu jest medalier Frode Bahnsen, a revers stworzył jeszcze w 1881 Harald Conradsen. Pierwotnym medalierem był Johannes Conradsen.
Łącznie do roku 2005 złotym medalem odznaczono 6, a srebrnym około 1809 osób.